# James Mafuta
James Mafuta, né le 11 janvier 1965, est un judoka zambien.

## Carrière
James Mafuta participe aux Jeux olympiques d'été de 1984 à Los Angeles dans la catégorie des moins de 60 kg ; il est éliminé dès le premier tour.
Champion de Zambie 1987, il remporte la médaille de bronze dans la catégorie des moins de 66 kg aux Jeux africains de 1987 à Nairobi.